# Ptyomaxia trigonogramma
Ptyomaxia trigonogramma är en fjärilsart som beskrevs av Turner 1947. Ptyomaxia trigonogramma ingår i släktet Ptyomaxia och familjen mott. Inga underarter finns listade i Catalogue of Life.